# Anders Hedberg
Anders Hedberg (* 25. února 1951 Örnsköldsvik) je bývalý švédský lední hokejista, hrající na pravém křídle.

## Hráčská kariéra
V letech 1969 a 1970 získal cenu pro nejlepšího švédského juniora, hrál nejvyšší švédskou soutěž za MODO Hockey a Djurgårdens IF Hockey, reprezentoval Švédsko na čtyřech světových šampionátech. V roce 1974 přestoupil do týmu World Hockey Association Winnipeg Jets a stal se jedním z prvních Evropanů, kteří se prosadili v zámořském profesionálním hokeji. V roce 1975 získal Lou Kaplan Trophy pro nejlepšího nováčka a v letech 1976 a 1978 získal s Winnipegem Avco World Trophy. Od roku 1978 hrál National Hockey League za New York Rangers. V roce 1985 obdržel Bill Masterton Memorial Trophy a byl nominován k NHL All-Star Game. Poté ukončil kariéru a působí jako skaut, byl také generálním manažerem švédské hokejové reprezentace. V roce 1997 byl mezi prvními hráči uvedenými do Síně slávy IIHF.

## Ocenění a úspěchy
- 1969 Division 1 - Švédský juniorský hokejista roku
- 1970 Division 1 - Švédský juniorský hokejista roku
- 1970 MEJ - Nejlepší útočník
- 1975 WHA - Lou Kaplan Trophy
- 1980 Švédsko - Viking Award
- 1985 NHL - Bill Masterton Memorial Trophy
- 1997 IIHF - Síň slávy
- 2012 Síň slávy švédského hokeje

## Prvenství
- Debut v NHL - 12. října 1978 (New York Rangers proti Philadelphia Flyers)
- První asistence v NHL - 12. října 1978 (New York Rangers proti Philadelphia Flyers)
- První gól v NHL - 15. října 1978 (New York Rangers proti Colorado Rockies)
- První hattrick v NHL - 16. listopadu 1980 (New York Rangers proti Hartford Whalers)

## Klubové statistiky
| Sezóna        | Klub             | Soutěž        |     | Základní část | Základní část | Základní část | Základní část | Základní část |    | Play off | Play off | Play off | Play off | Play off |
| Sezóna        | Klub             | Soutěž        | Z   | G             | A             | B             | TM            | Z             | G  | A        | B        | TM       |          |          |
| 1966–67       | Svedjeholmens IK | Div. 3        | 16  | 24            | —             | —             | —             | —             | —  | —        | —        | —        |          |          |
| 1967–68       | MODO Hockey      | Div. 1        | 24  | 12            | 6             | 18            | —             | —             | —  | —        | —        | —        |          |          |
| 1968–69       | MODO Hockey      | Div. 1        | 19  | 10            | 13            | 23            | 2             | —             | —  | —        | —        | —        |          |          |
| 1969–70       | MODO Hockey      | Div. 1        | 14  | 9             | 14            | 23            | 2             | —             | —  | —        | —        | —        |          |          |
| 1970–71       | MODO Hockey      | Div. 1        | 14  | 7             | 6             | 13            | 0             | —             | —  | —        | —        | —        |          |          |
| 1971–72       | MODO Hockey      | Div. 1        | 2   | 1             | 0             | 1             | 0             | 6             | 3  | 5        | 8        | 0        |          |          |
| 1972–73       | Djurgårdens IF   | Div. 1        | 12  | 6             | 3             | 9             | 2             | 14            | 6  | 7        | 13       | 4        |          |          |
| 1973–74       | Djurgårdens IF   | Div. 1        | 14  | 10            | 6             | 16            | 2             | 14            | 7  | 7        | 14       | 4        |          |          |
| 1974–75       | Winnipeg Jets    | WHA           | 65  | 53            | 47            | 100           | 45            | —             | —  | —        | —        | —        |          |          |
| 1975–76       | Winnipeg Jets    | WHA           | 76  | 50            | 55            | 105           | 48            | 13            | 13 | 6        | 19       | 15       |          |          |
| 1976–77       | Winnipeg Jets    | WHA           | 68  | 70            | 61            | 131           | 48            | 20            | 13 | 16       | 29       | 13       |          |          |
| 1977–78       | Winnipeg Jets    | WHA           | 77  | 63            | 59            | 122           | 60            | 9             | 9  | 6        | 15       | 2        |          |          |
| 1978–79       | New York Rangers | NHL           | 80  | 33            | 45            | 78            | 33            | 18            | 5  | 4        | 9        | 12       |          |          |
| 1979–80       | New York Rangers | NHL           | 80  | 32            | 39            | 71            | 21            | 9             | 3  | 2        | 5        | 7        |          |          |
| 1980–81       | New York Rangers | NHL           | 80  | 30            | 40            | 70            | 52            | 14            | 8  | 8        | 16       | 6        |          |          |
| 1981–82       | New York Rangers | NHL           | 4   | 0             | 1             | 1             | 0             | —             | —  | —        | —        | —        |          |          |
| 1982–83       | New York Rangers | NHL           | 78  | 25            | 34            | 59            | 12            | 9             | 4  | 8        | 12       | 4        |          |          |
| 1983–84       | New York Rangers | NHL           | 79  | 32            | 35            | 67            | 16            | 5             | 1  | 0        | 1        | 0        |          |          |
| 1984–85       | New York Rangers | NHL           | 64  | 20            | 31            | 51            | 10            | 3             | 2  | 1        | 3        | 2        |          |          |
| NHL celkem    | NHL celkem       | NHL celkem    | 465 | 172           | 225           | 397           | 144           | 58            | 22 | 24       | 46       | 31       |          |          |
| Div. 1 celkem | Div. 1 celkem    | Div. 1 celkem | 99  | 55            | 48            | 103           | 8             | 34            | 16 | 19       | 35       | 8        |          |          |
| WHA celkem    | WHA celkem       | WHA celkem    | 286 | 236           | 222           | 458           | 201           | 42            | 35 | 28       | 63       | 30       |          |          |

## Reprezentace
| Rok                       | Tým                       | Soutěž                    | Z  | G  | A  | B  | TM |
| ------------------------- | ------------------------- | ------------------------- | -- | -- | -- | -- | -- |
| 1968                      | Švédsko 19                | MEJ                       | 5  | 6  | 1  | 7  | 0  |
| 1969                      | Švédsko 19                | MEJ                       | 5  | 5  | 0  | 5  | 2  |
| 1970                      | Švédsko 19                | MEJ                       | 5  | 7  | —  | —  | —  |
| 1970                      | Švédsko                   | MS                        | 9  | 2  | 3  | 5  | 0  |
| 1972                      | Švédsko                   | MS                        | 10 | 6  | 5  | 11 | 4  |
| 1973                      | Švédsko                   | MS                        | 10 | 2  | 5  | 7  | 0  |
| 1974                      | Švédsko                   | MS                        | 10 | 7  | 3  | 10 | 2  |
| 1976                      | Švédsko                   | KP                        | 5  | 3  | 2  | 5  | 4  |
| 1981                      | Švédsko                   | KP                        | 5  | 4  | 2  | 6  | 0  |
| Juniorská kariéra celkově | Juniorská kariéra celkově | Juniorská kariéra celkově | 15 | 18 | —  | —  | —  |
| Seniorská kariéra celkově | Seniorská kariéra celkově | Seniorská kariéra celkově | 49 | 24 | 20 | 44 | 10 |